# Henrique Zambelli
Henrique Zambelli (São Paulo, 9 de maio de 1973) é um tarólogo e ex-autor brasileiro. Celebre como autor de diversas telenovelas do SBT como Pérola Negra (1998), Pícara Sonhadora (2001), Canavial de Paixões (2003) e Esmeralda (2004). Em 2007 deixou a televisão para dedicar-se como tarólogo. É formado em Comunicação Social pela FAAP.

## Filmografia

### Telenovelas
| Ano  | Trabalho             | Emissora | Escalação           | Autor principal |
| ---- | -------------------- | -------- | ------------------- | --------------- |
| 1998 | Pérola Negra         | SBT      | Autor principal     |                 |
| 2001 | Pícara Sonhadora     | SBT      | Autor principal     |                 |
| 2001 | Amor e Ódio          | SBT      | Autor principal     |                 |
| 2002 | Marisol              | SBT      | Autor principal     |                 |
| 2003 | Jamais te Esquecerei | SBT      | Autor principal     |                 |
| 2003 | Canavial de Paixões  | SBT      | Autor principal     |                 |
| 2004 | Esmeralda            | SBT      | Autor principal     |                 |
| 2006 | Cristal              | SBT      | Supervisor de texto | Anamaria Nunes  |
| 2007 | Maria Esperança      | SBT      | Supervisor de texto | Yves Dumont     |

### Seriados
| Ano       | Trabalho                      | Emissora | Escalação       | Autor principal |
| --------- | ----------------------------- | -------- | --------------- | --------------- |
| 1998      | Teleteatro                    | SBT      | Colaborador     | Crayton Sarzy   |
| 2004–2005 | Charme (sitcom "Nina e Nuno") | SBT      | Autor principal |                 |
| 2007      | Sem Controle                  | SBT      | Autor principal |                 |

## Teatro
| Ano  | Trabalho                                |
| ---- | --------------------------------------- |
| 2011 | A Segunda Dama                          |
| 2012 | A Vida Secreta das Assistentes de Palco |
| 2014 | A Vida Secreta de Uma Estrela Pornô     |
| 2014 | A Turma da Joaninha Douradinha          |

## Prêmios e indicações
- Indicação - Prêmio Contigo de Novelas: Canavial de Paixões: 2004
- Indicação - Troféu Imprensa: Canavial de Paixões: 2004